# Gilbert (Arkansas)
Gilbert es un pueblo ubicado en el condado de Searcy en el estado estadounidense de Arkansas. En el Censo de 2010 tenía una población de 28 habitantes y una densidad poblacional de 26,96 personas por km².

## Geografía
Gilbert se encuentra ubicado en las coordenadas 35°59′26″N 92°43′2″O / 35.99056, -92.71722. Según la Oficina del Censo de los Estados Unidos, Gilbert tiene una superficie total de 1.04 km², de la cual 1 km² corresponden a tierra firme y (3.49%) 0.04 km² es agua.

## Demografía
Según el censo de 2010, había 28 personas residiendo en Gilbert. La densidad de población era de 26,96 hab./km². De los 28 habitantes, Gilbert estaba compuesto por el 96.43% blancos, el 0% eran afroamericanos, el 3.57% eran amerindios, el 0% eran asiáticos, el 0% eran isleños del Pacífico, el 0% eran de otras razas y el 0% pertenecían a dos o más razas. Del total de la población el 0% eran hispanos o latinos de cualquier raza.